# 皇府山

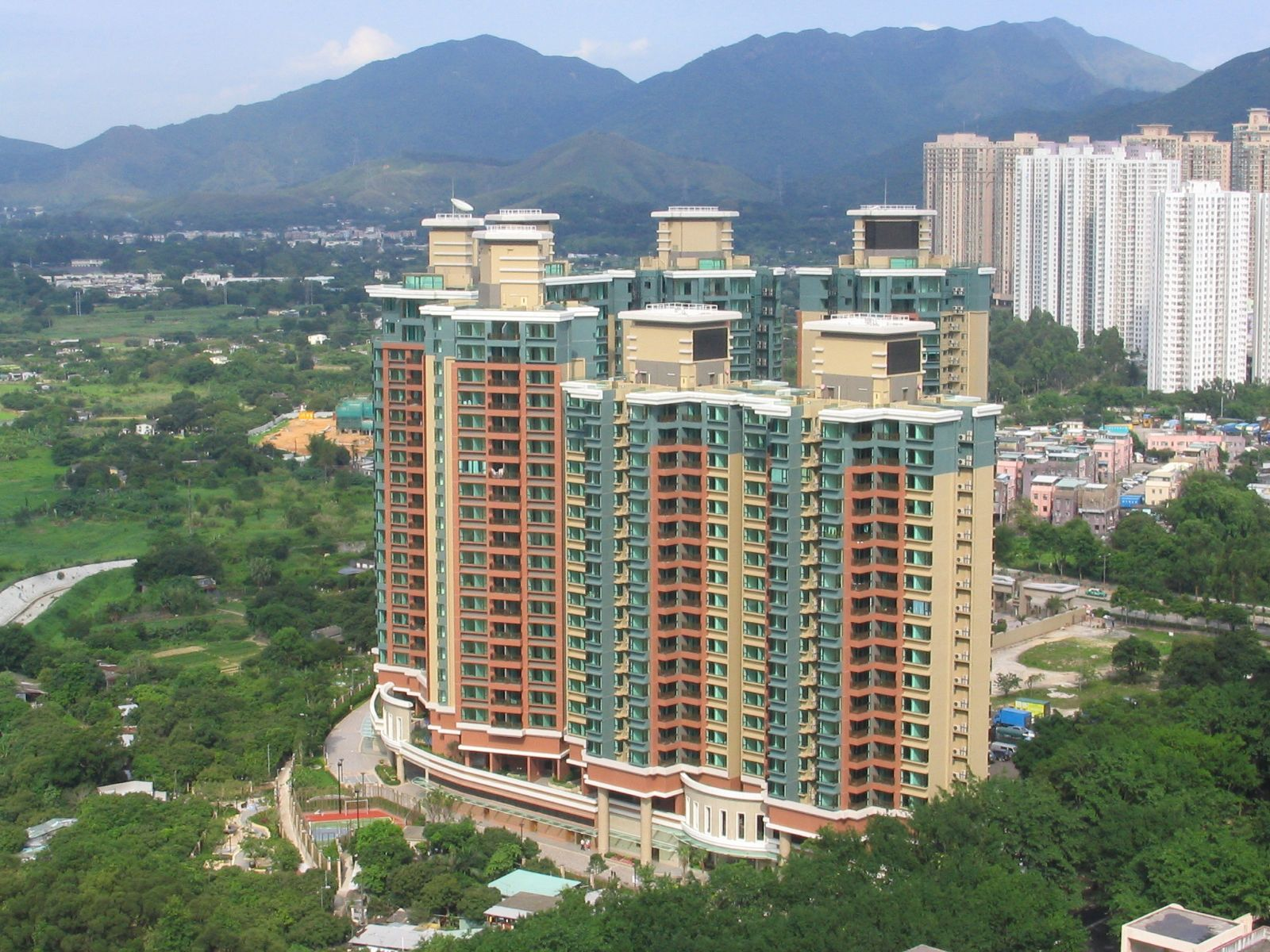
從西面眺望皇府山

皇府山（英語：Noble Hill）位於香港新界上水馬適路38號，是一個私人屋苑，由新鴻基地產所建，於2006年落成。共有7座樓宇(8座名為曉峰)，764個住宅單位，單位建築面積介乎573平方呎至1113平方呎。住客車位128個，訪客車位35個。會所設施在北區的私人屋苑中屬最新最齊備，有室內恆溫泳池、兒童遊樂室、咖啡室、健身室、宴會廳、遊戲室、多用途運動場等設施。

## 鄰近
- 梧桐河
- 北區公園
- 上水名都
- 上水廣場
- 天平邨
- 聯和墟

## 外部連結
- 皇府山
- Yahoo!地產 皇府山 （页面存档备份，存于）
- 香港置業 皇府山 （页面存档备份，存于）
- 上水皇府山地圖 （页面存档备份，存于）